# Municipio de Akron (Míchigan)
El municipio de Akron (en inglés: Akron Township) es un municipio ubicado en el condado de Tuscola en el estado estadounidense de Míchigan. En el año 2010 tenía una población de 1503 habitantes y una densidad poblacional de 10,21 personas por km².

## Geografía
El municipio de Akron se encuentra ubicado en las coordenadas 43°37′53″N 83°31′14″O / 43.63139, -83.52056. Según la Oficina del Censo de los Estados Unidos, el municipio tiene una superficie total de 147.27 km², de la cual 136,62 km² corresponden a tierra firme y (7,24 %) 10,66 km² es agua.

## Demografía
Según el censo de 2010, había 1503 personas residiendo en el municipio de Akron. La densidad de población era de 10,21 hab./km². De los 1503 habitantes, el municipio de Akron estaba compuesto por el 96,87 % blancos, el 0,07 % eran afroamericanos, el 0,4 % eran amerindios, el 0,07 % eran asiáticos, el 1,46 % eran de otras razas y el 1,13 % eran de una mezcla de razas. Del total de la población el 3,93 % eran hispanos o latinos de cualquier raza.